# 摩拉維亞

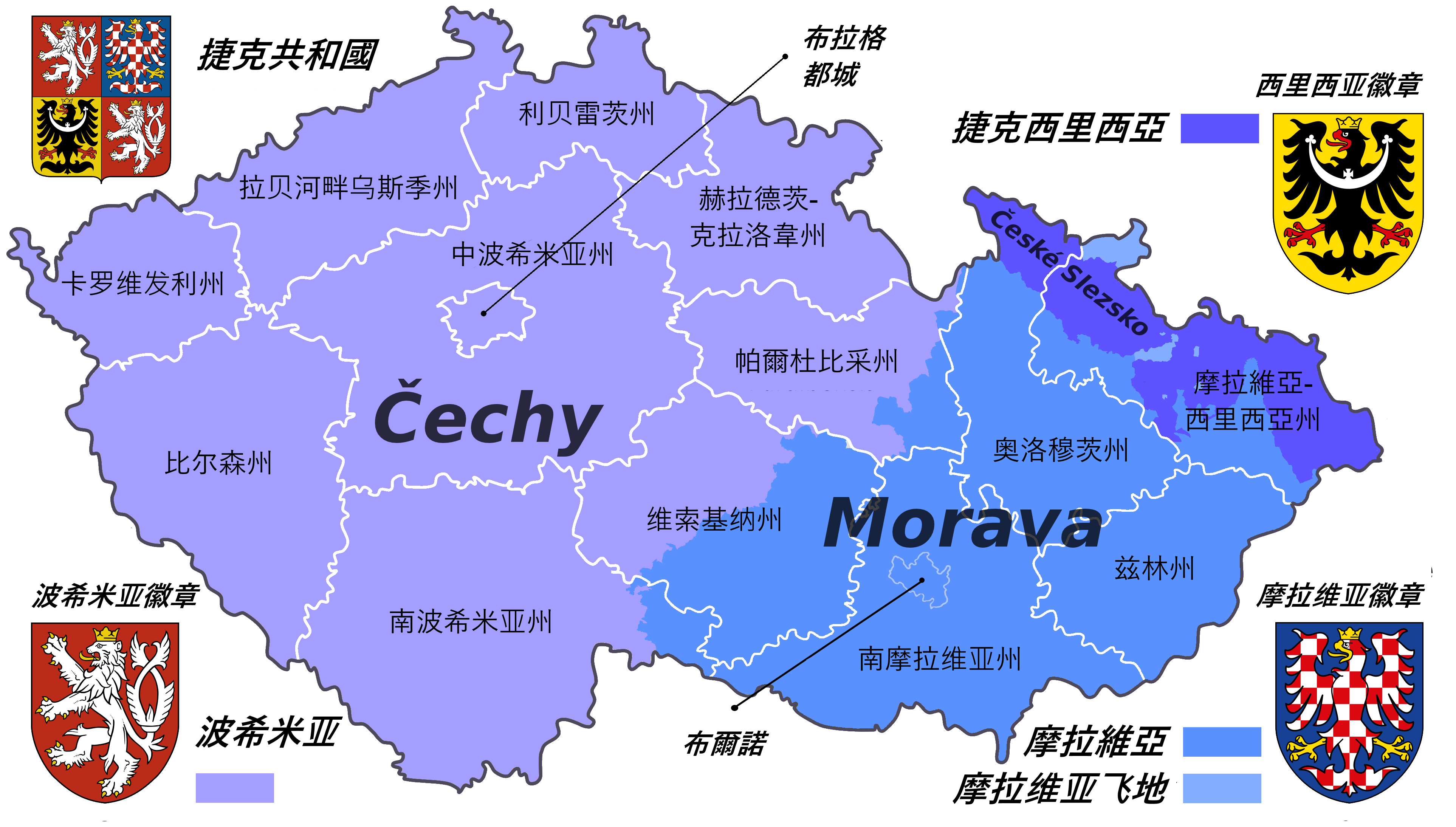
捷克国家和现有行政区

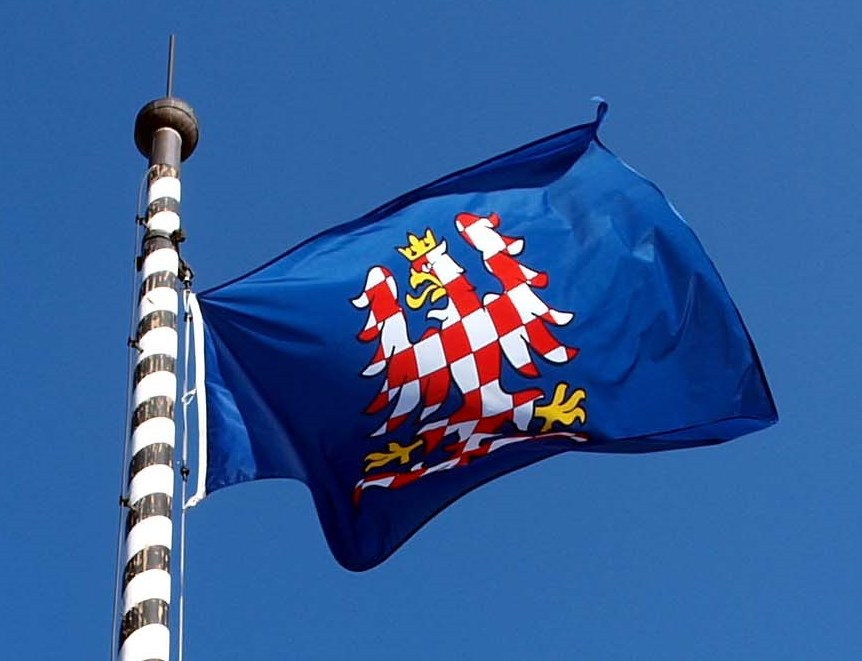
摩拉維亞地區旗幟

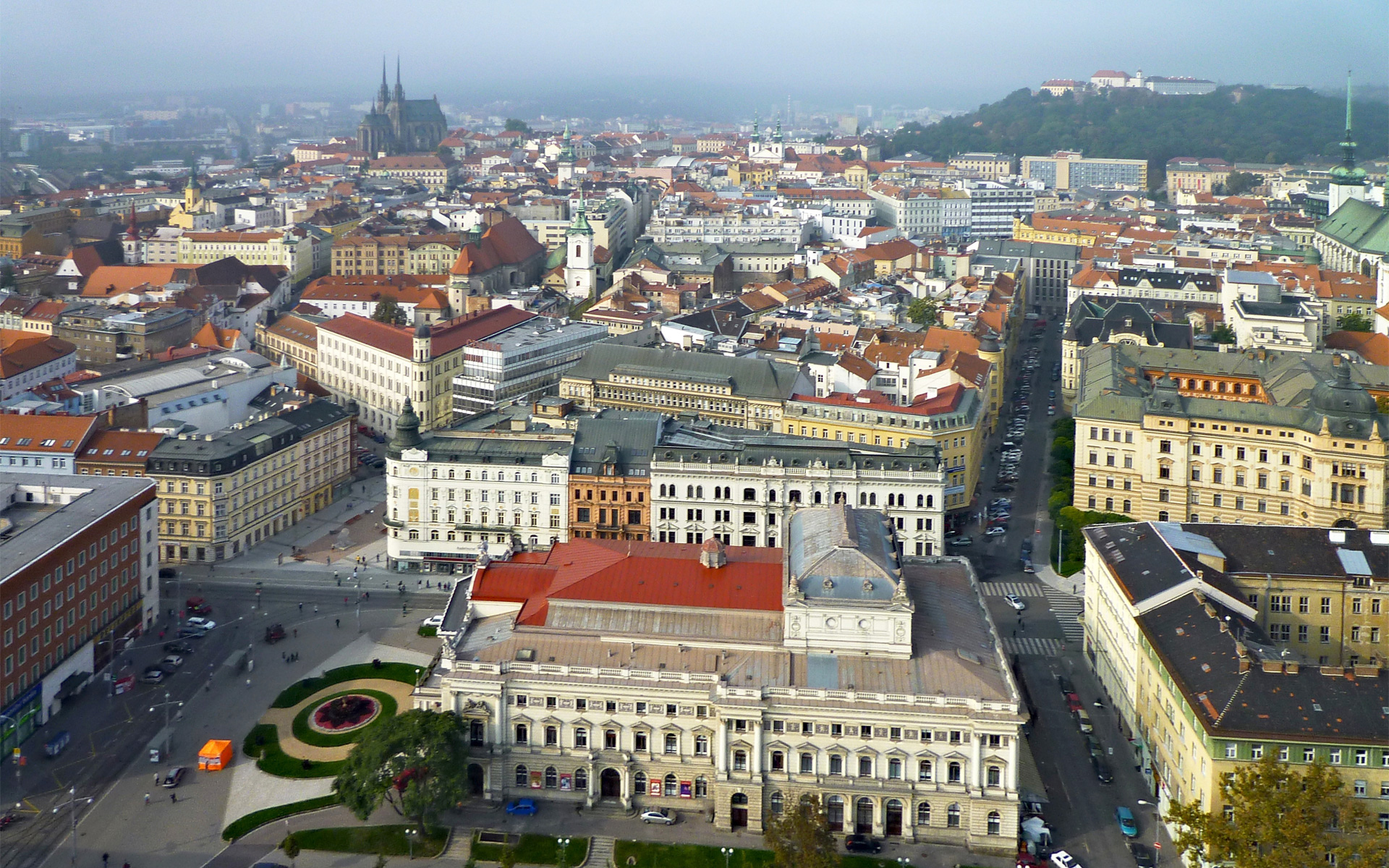
布爾諾

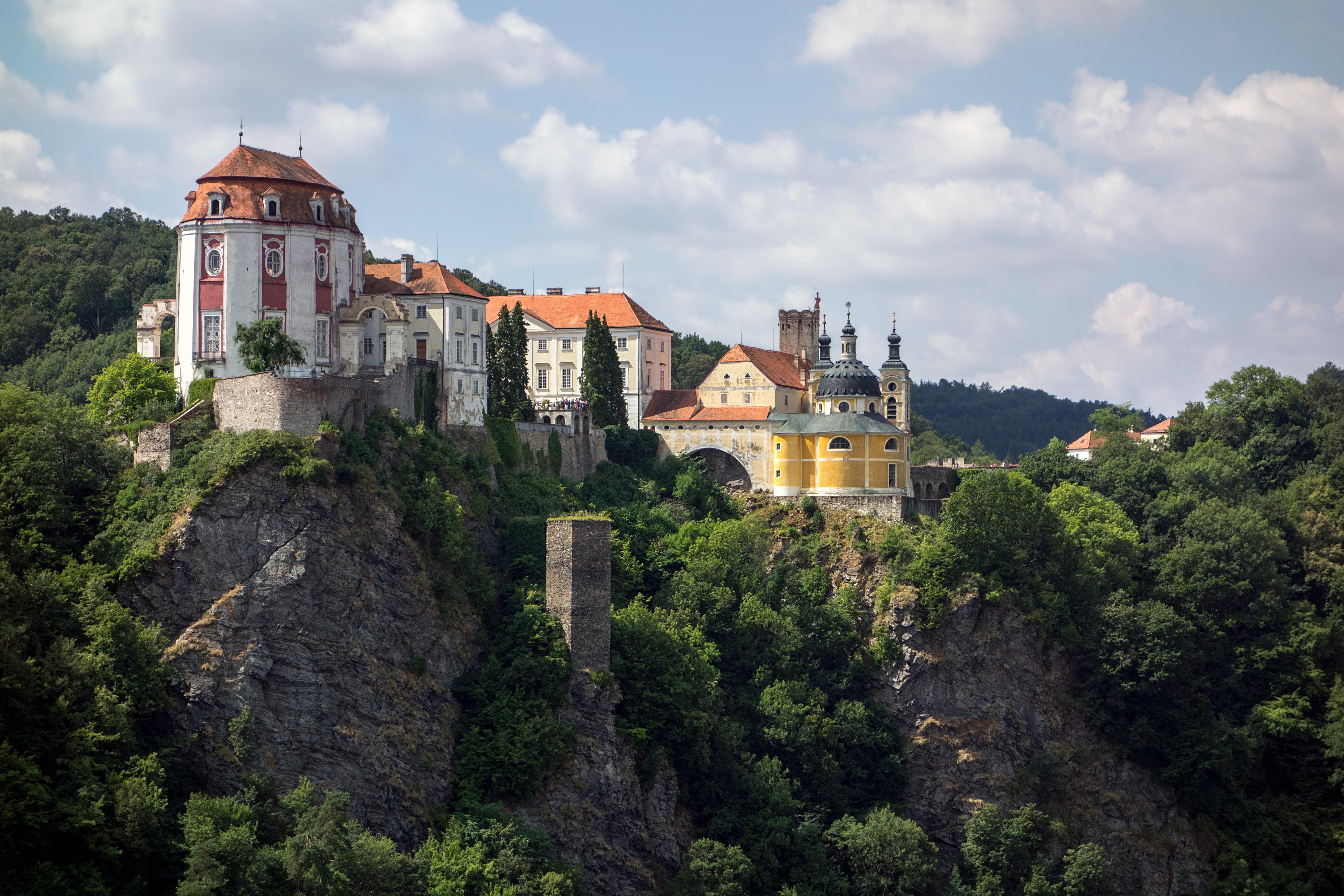
迪吉河畔弗拉诺夫城堡

摩拉维亚，又称捷克盆地，通常指的是捷克的东南半部，得名于起源该地区的摩拉瓦河，是中歐的一個工業非常強大的地區。

## 經濟
位於南部維也納盆地深處的沉積層正被鑽探，以尋找石油與褐煤，而俄斯特拉發附近的煤礦至1995年仍有大規模開挖。傳統的工業產品包括鋼鐵、化工產品、皮革、建築材料。農業以葡萄種植著名。
主要經濟中心有布爾諾、俄斯特拉發及奧洛穆茨。

## 歷史
約西元前60年日耳曼人取代了凱爾特人成為當地居民，至6世紀被斯拉夫人取代。8世紀末摩拉維亞大公國涵蓋了摩拉維亞的東南方、斯洛伐克的西南方和下奧地利的一部分。833年獲得斯洛伐克和匈牙利北部，成為大摩拉維亞公國。此後也把波希米亞、匈牙利、卢萨蒂亚、西里西亞及維斯拉河流域等地納入疆域，但帝國隨著907年馬扎爾人入侵而沒落。
之後摩拉維亞維持了一段時間的獨立，至955年受到波希米亞的控制。在999年至1019年之間受波蘭波列斯瓦夫一世統治，然後成為波希米亞的一部分；在1182年升格為邊疆區後，它與波希米亞的歷史就連結起來了。在1349年至1411年間受盧森堡王朝統治，之後則受哈布斯堡王朝統治。
原本的首府位於中部的奧洛穆茨，但在1641年由於瑞典軍隊的攻佔，就遷移到布爾諾。當地有自己的議會（zemský sněm/Landtag），但自1905年開始德意志人與捷克人各自選出自己的代表。
奧匈帝國解體後成為捷克斯洛伐克的一部份。第二次世界大戰期間為納粹德國所佔領的「波希米亞和摩拉維亞保護國」的一部分。1945年當地德裔居民被逐。捷克斯洛伐克解體後成為捷克的一部分。

## 世界遗产
- 圖根哈特別墅
- 聖普羅可比聖殿
- 萊德尼采-瓦爾季采文化景觀
- 泰尔奇
- 臬玻穆的聖若望朝聖教堂
- 克罗梅日什总主教宫
- 奥洛穆茨圣三柱
- 下维斯特尼采的维纳斯

## 文化

### 從古典到哥特風格
在有著13個世紀的歷史摩拉維亞內，擁有許多歷史遺址和誕生不少傑出人物的城市。摩拉維亞擁有七個世界遺產和八個國家公園。有价值的古迹过多迷人的保存完好的历史城市是：斯拉沃尼采、米庫洛夫、奧洛穆茨、泰尔奇、布爾諾、米庫洛夫、茲諾伊莫、斯維塔維和新伊钦。

## 人物
- 西格蒙德·佛洛伊德 - 精神分析学的創始人
- 阿爾豐斯·慕夏 - 畫家
- 夸美纽斯 - 教育家，教育学的奠基人
- 孟德爾 - 遗传学家
- 伊万·伦德尔 - 男子網球員
- 彼得拉·姬維杜娃 - 职业网球女运动员
- 米兰·昆德拉 - 作家
- 奧斯卡·辛德勒 - 德意志大亨
- 埃德蒙德·胡塞爾 - 哲學家
- 托马斯·马萨里克 - 捷克斯洛伐克首任总统
- 约瑟夫·熊彼特 - 有深遠影響的政治家
- 博胡米爾·赫拉巴爾 - 捷克小说家
- 埃里希·科恩戈尔德 - 猶太血統的美籍奧地利作曲家
- 卡尔·伦纳 - 奥地利社会民主党政治家
- 萊奧什·楊納傑克 - 捷克音樂家
- 伊凡娜·川普 - 是一位捷克裔美國社交名媛與前時裝模特
- 雅娜·诺沃特娜 - 是一位捷克女子職業網球運動員
- 埃米尔·扎托佩克 - 捷克斯洛伐克男子长跑运动员
- 克莱门特·哥特瓦尔德 - 捷克斯洛伐克共产党的领导人，摩拉维亚的德裔
- 卢德维克·斯沃博达 - 在1968年8月苏联军队入侵及以后期间因抵制苏联要求而大得民心。两次世界大战的民族英雄
- 瑪麗亞·耶里扎 - 出生於摩拉維亞布爾諾的女高音歌唱家
- 库尔特·哥德尔 - 出生於奧匈帝國的數學家

## 圖集

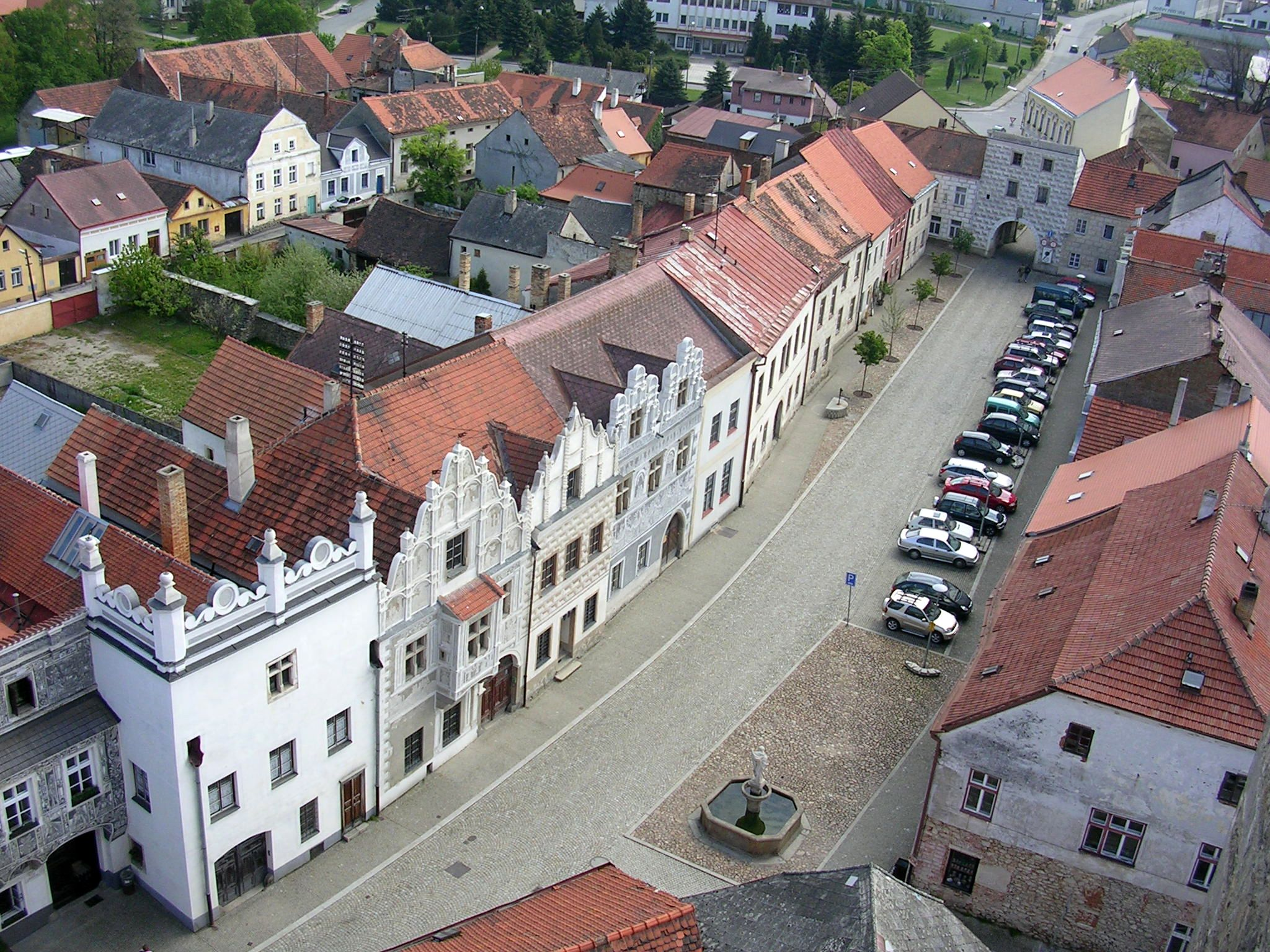
斯拉沃尼采
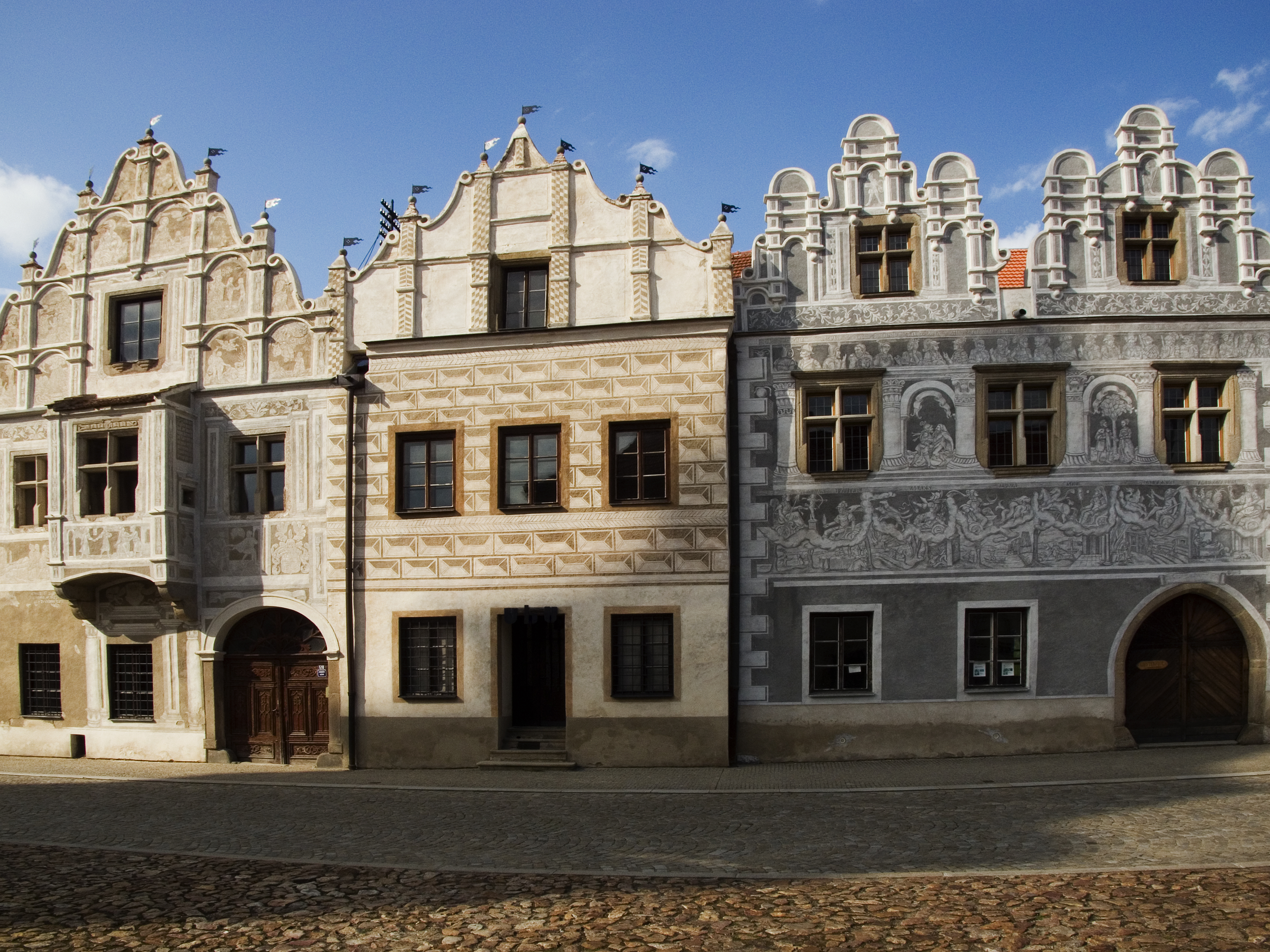
斯拉沃尼采
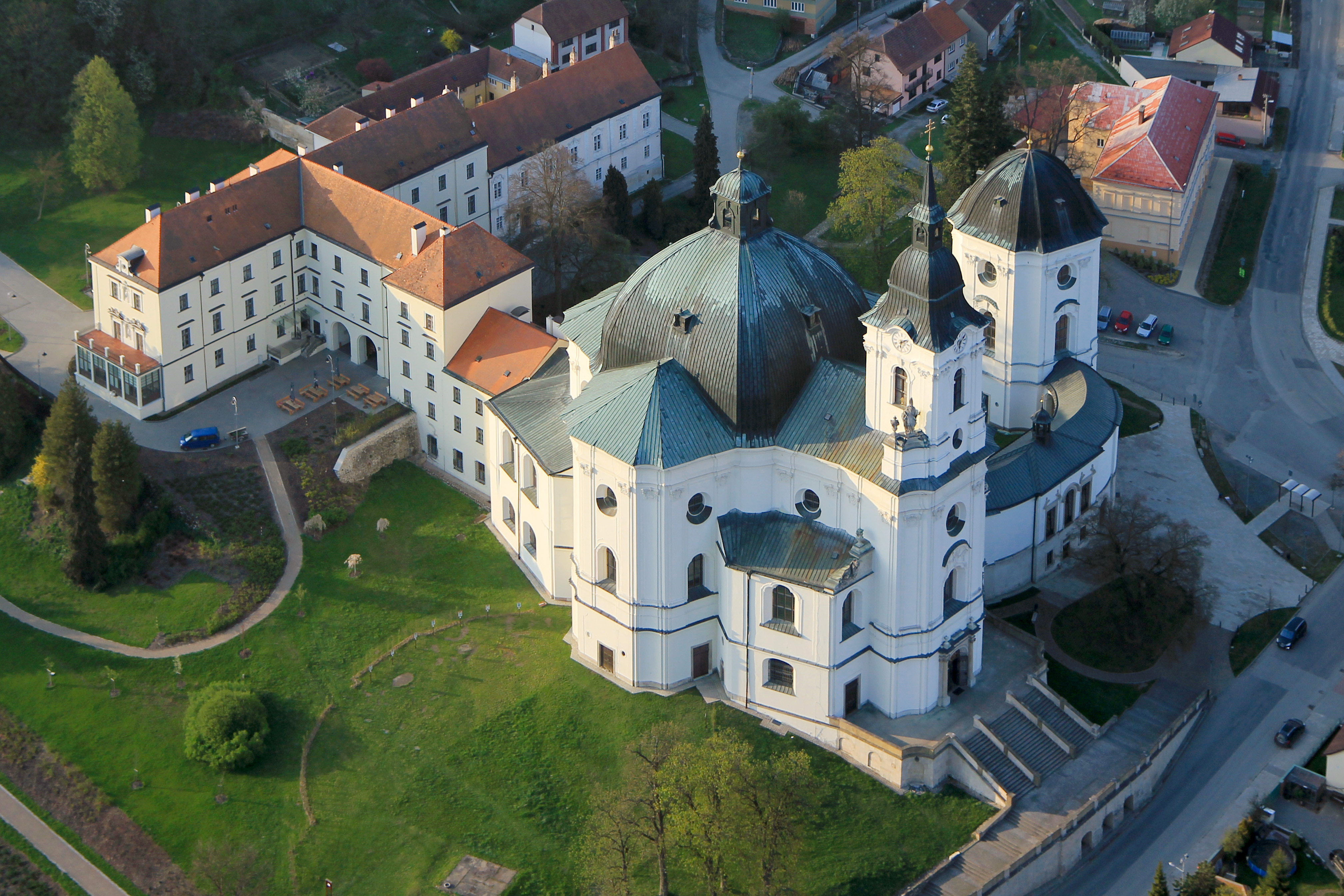
巴洛克建筑
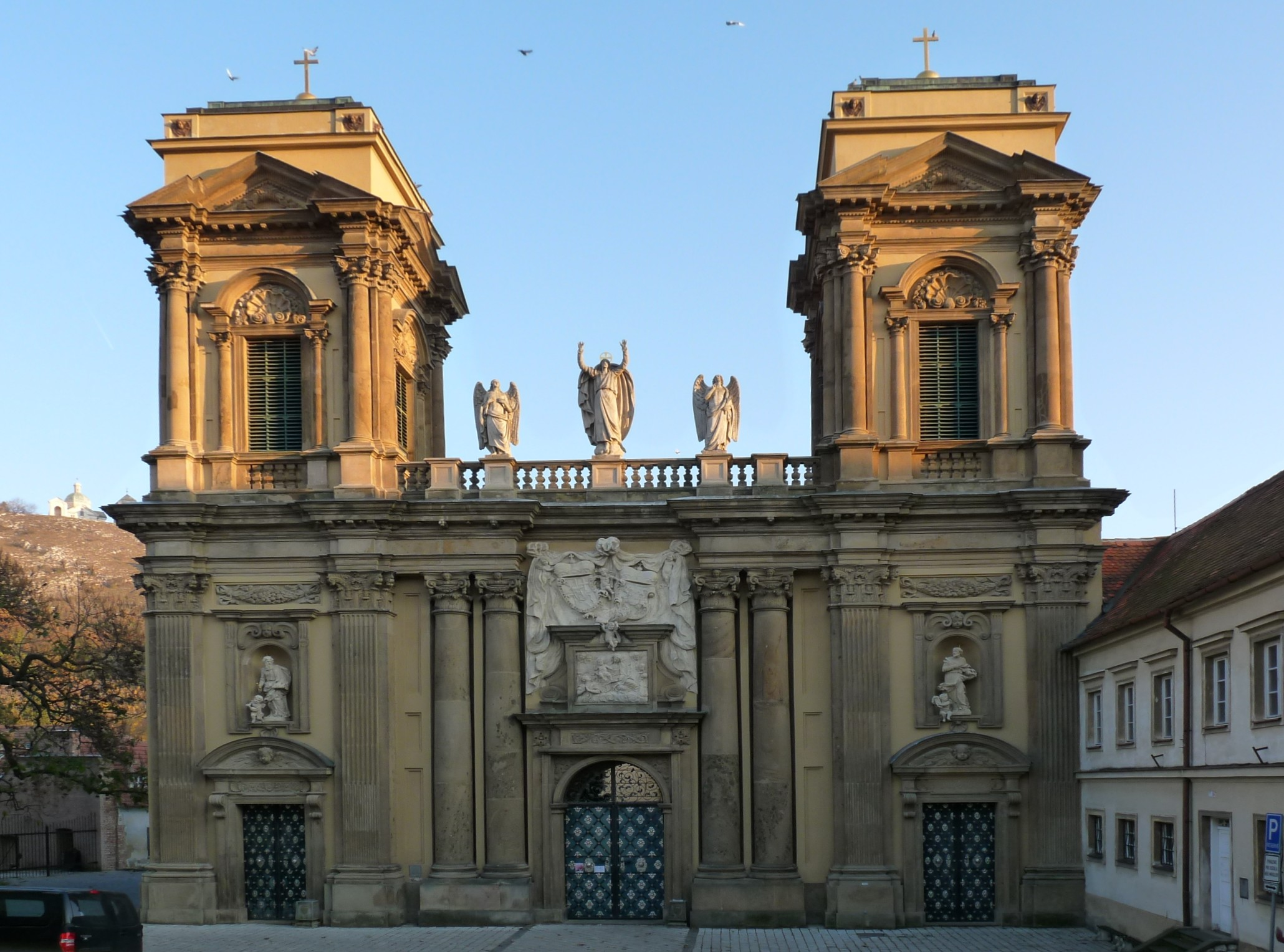
米庫洛夫
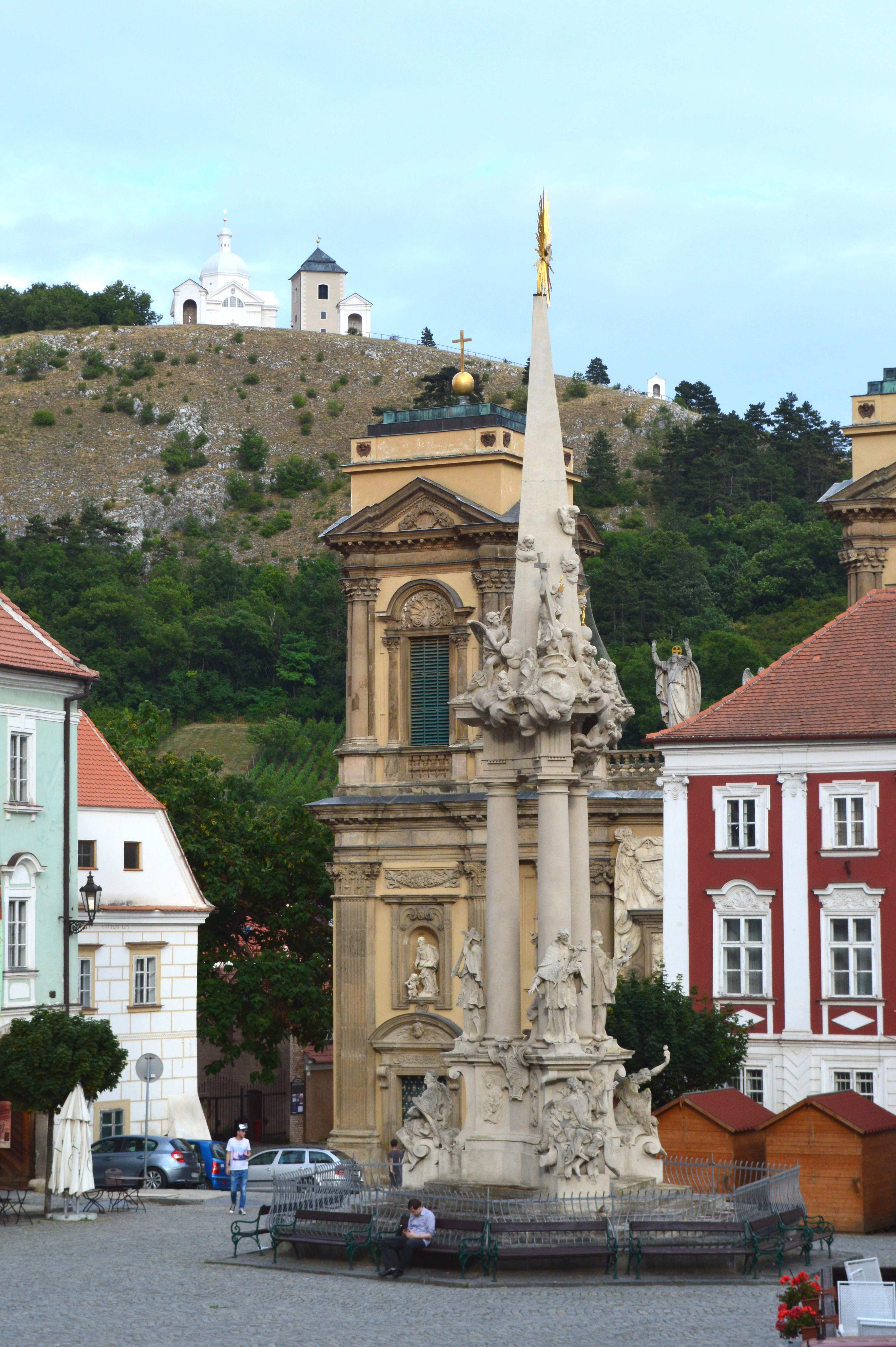
米庫洛夫
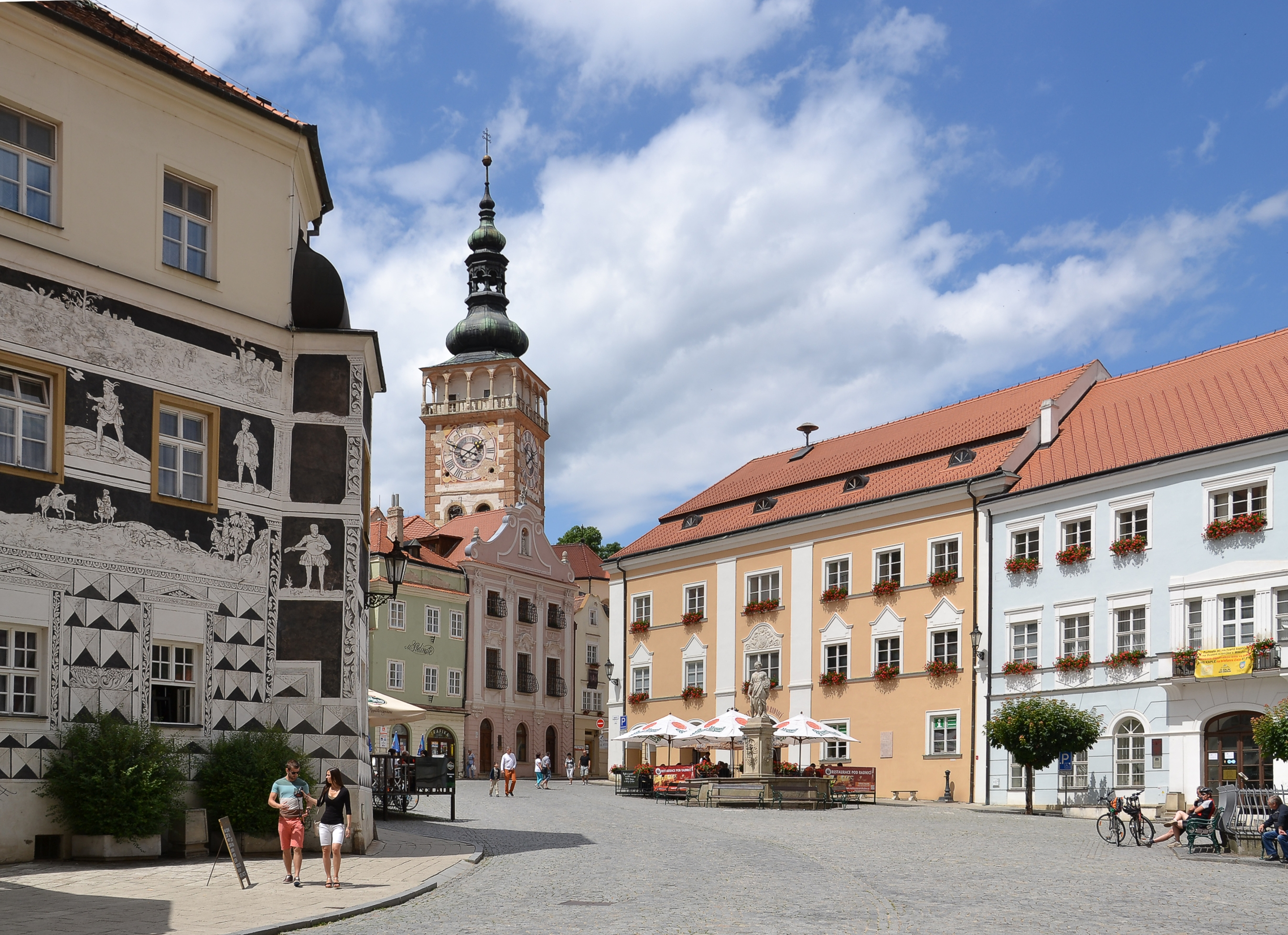
米庫洛夫
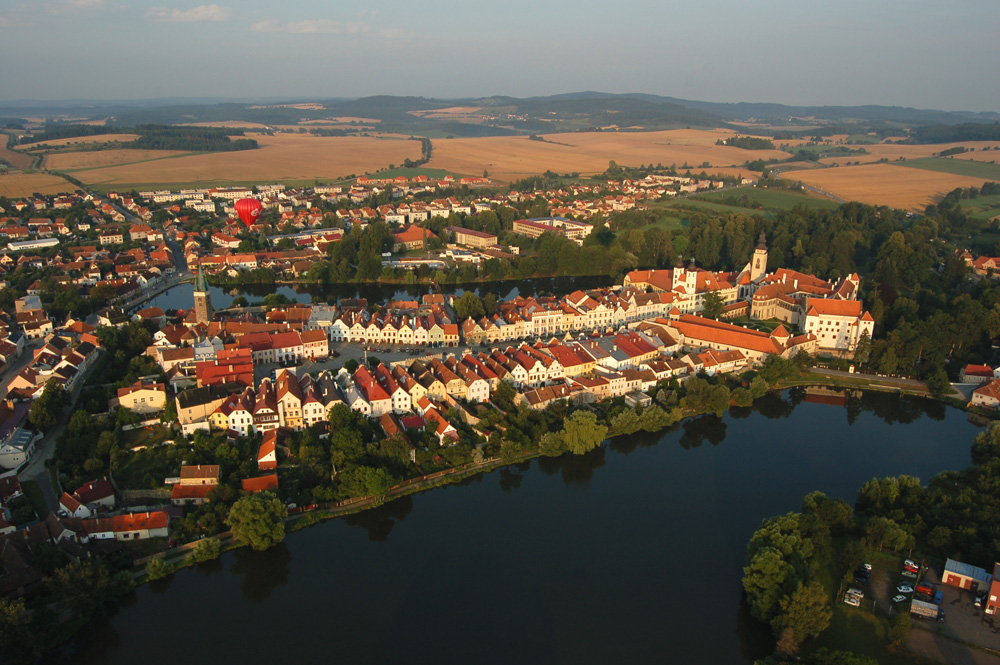
泰尔奇
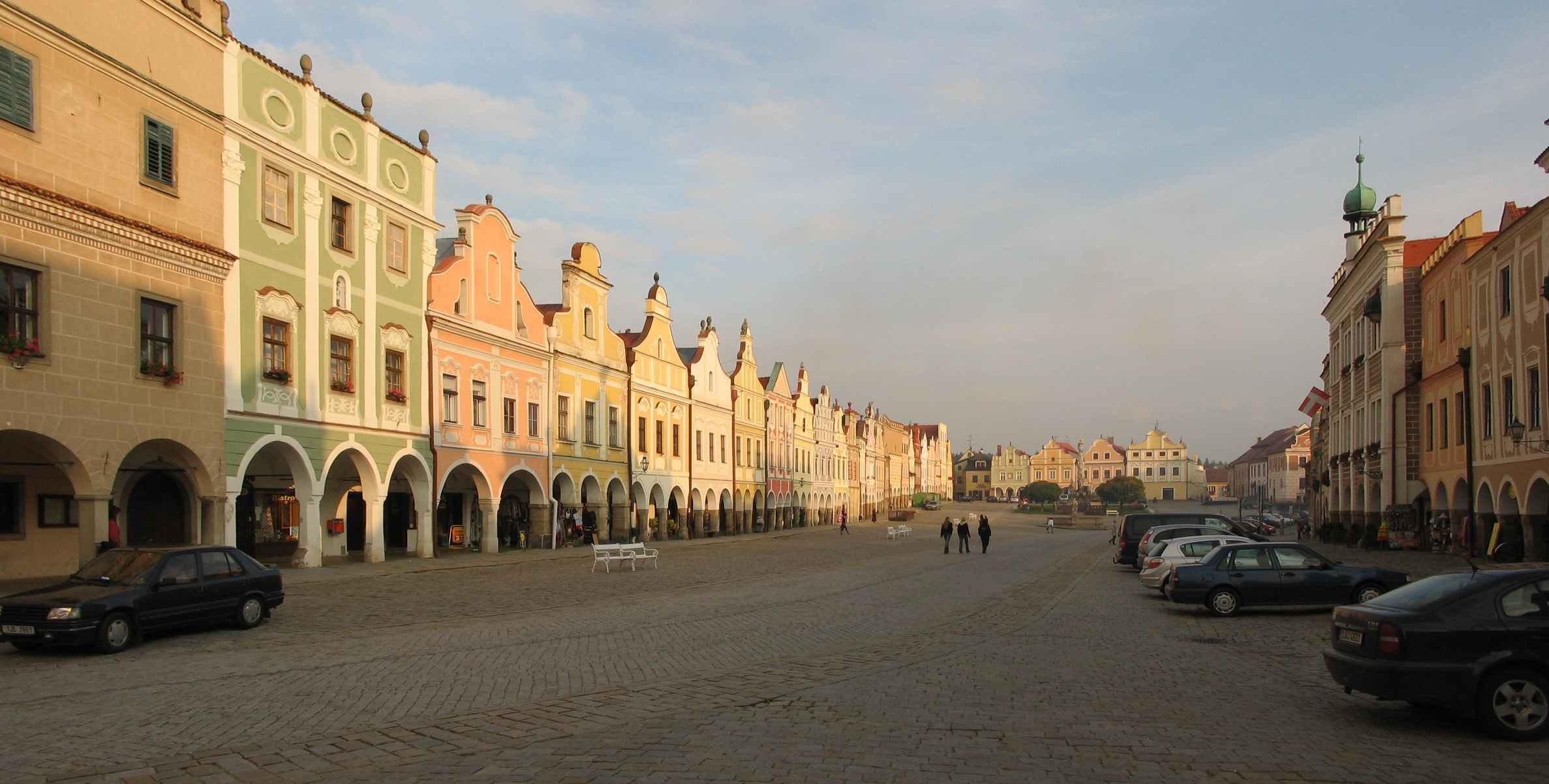
泰尔奇
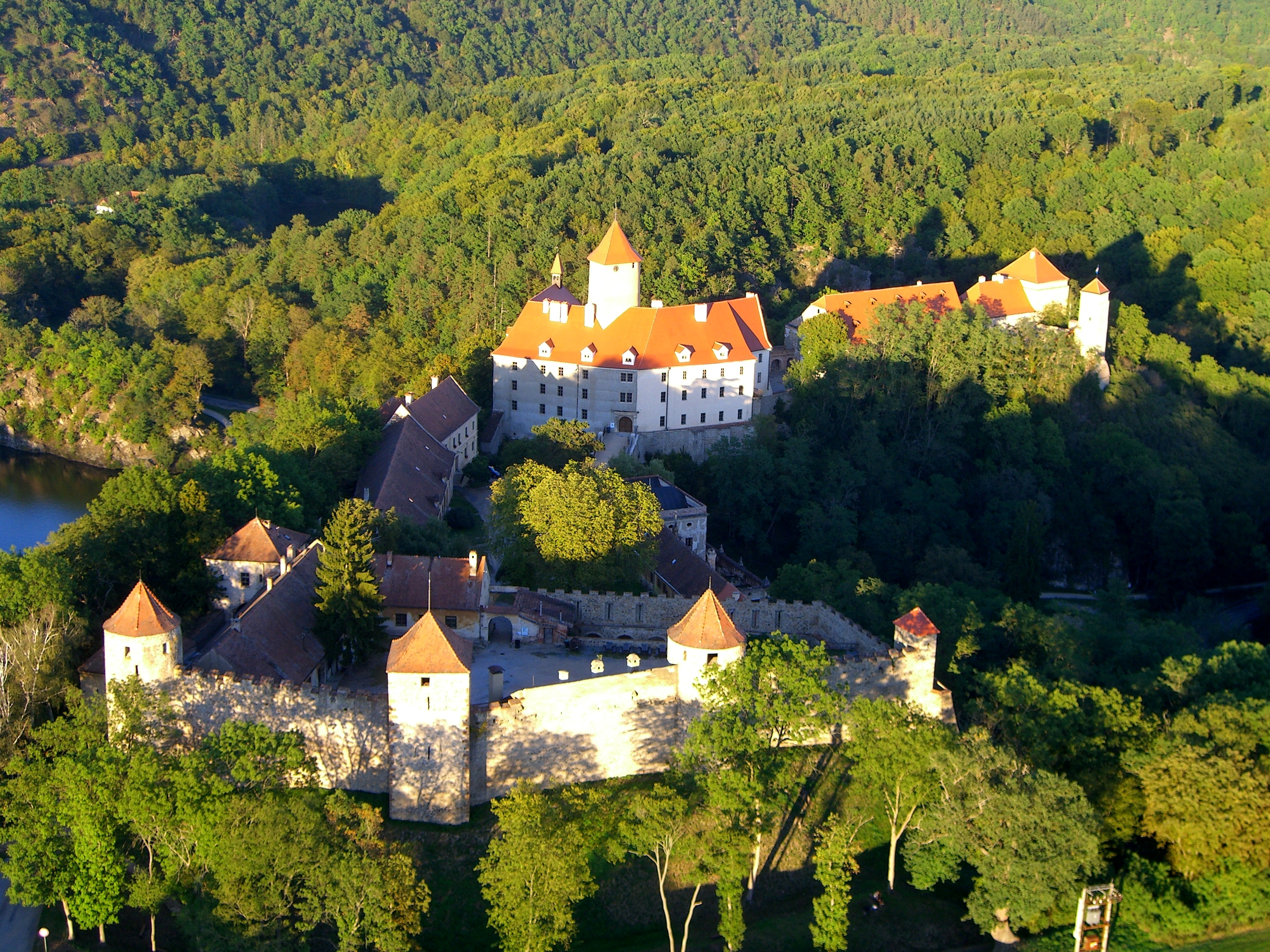
維維日城堡
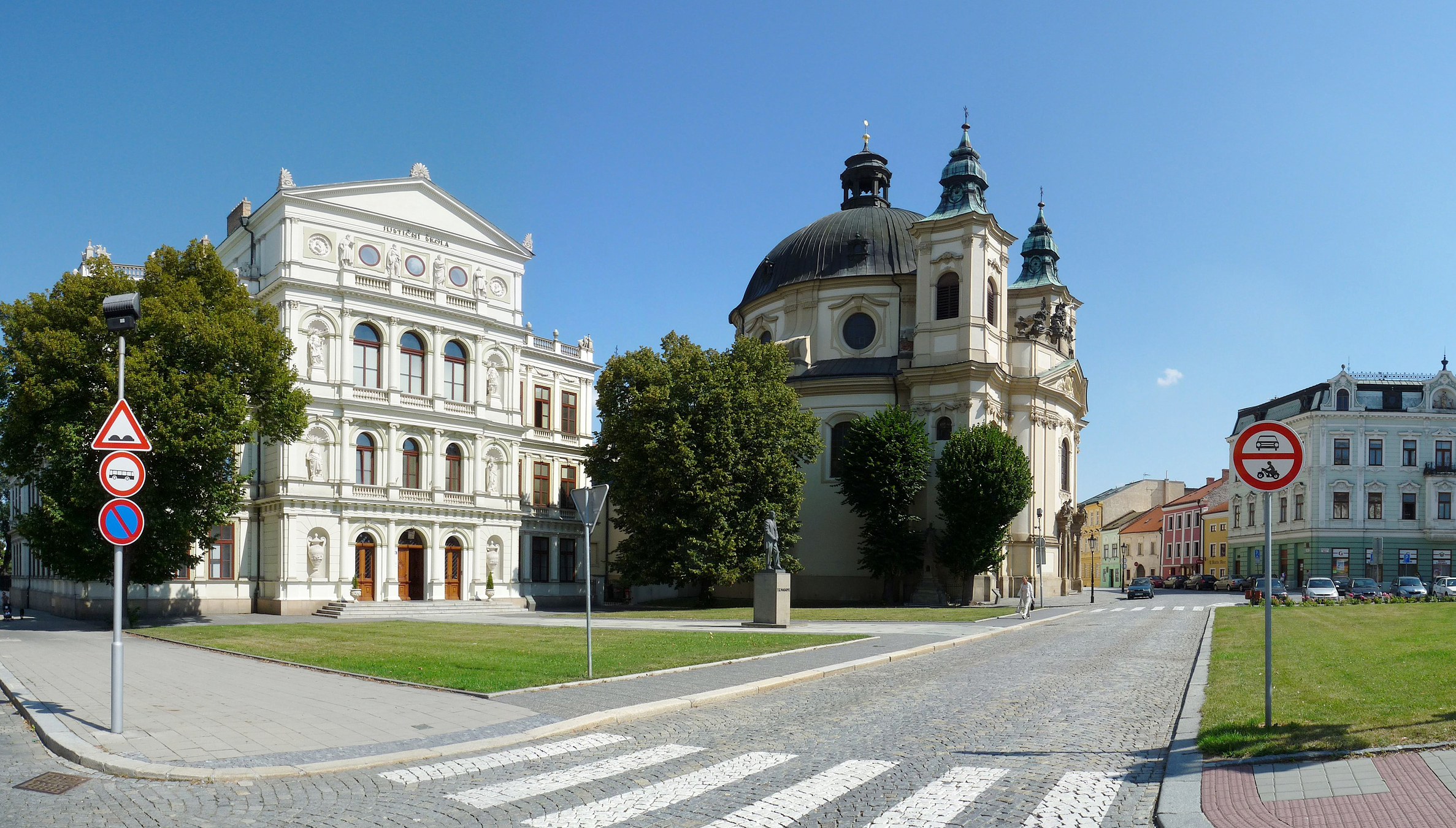
克罗梅日什
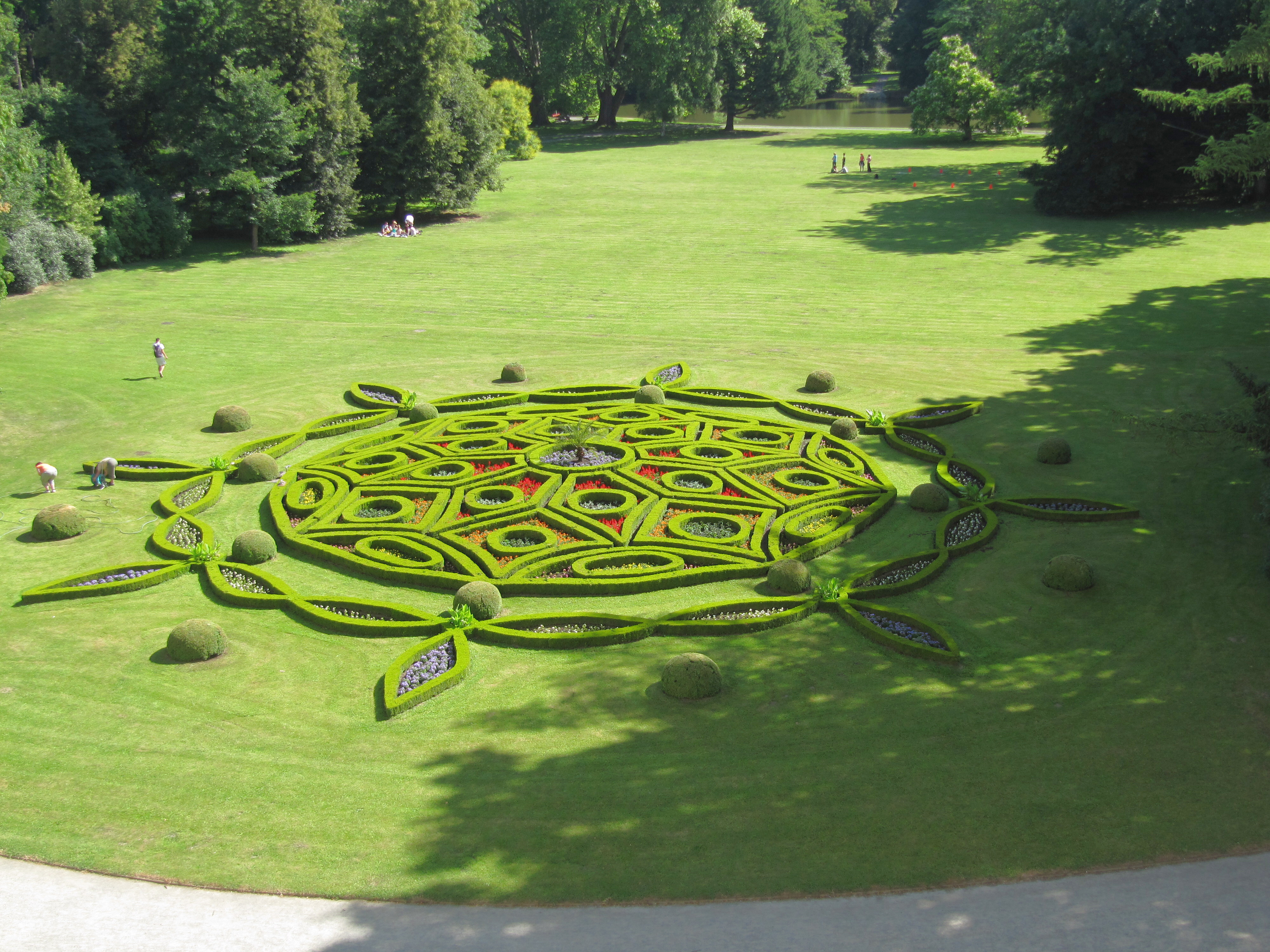
克罗梅日什总主教宫
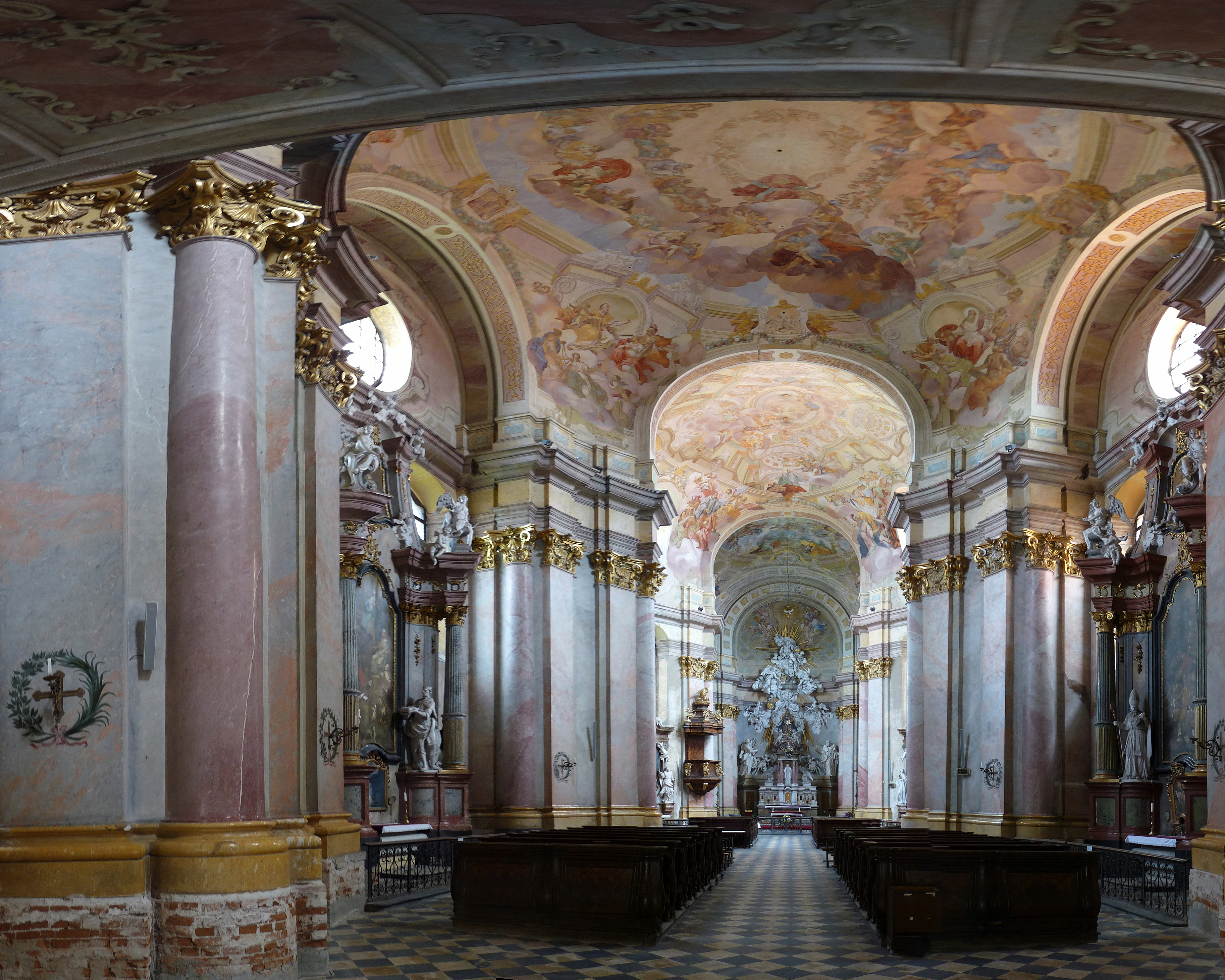
賴赫拉德
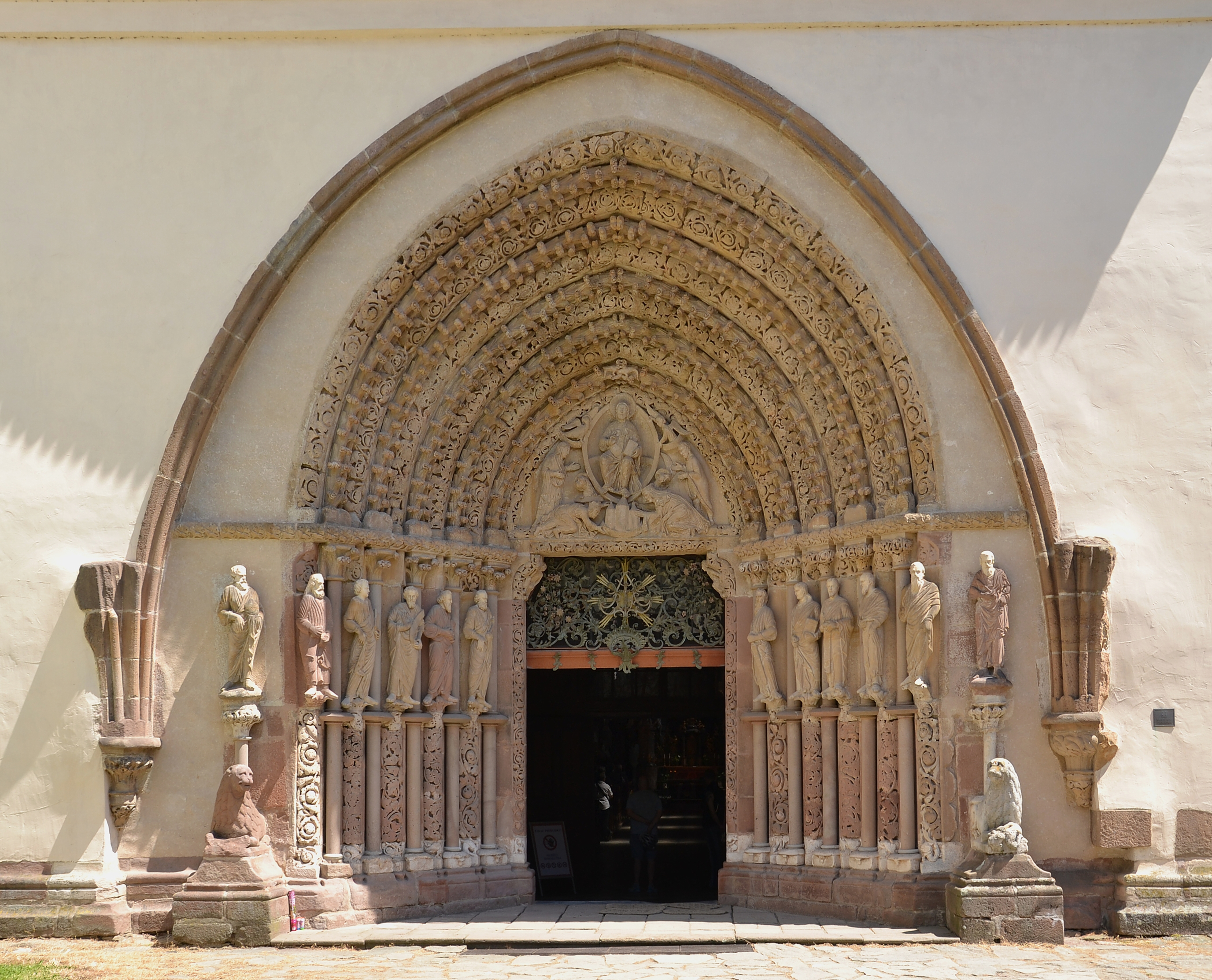
季什諾夫
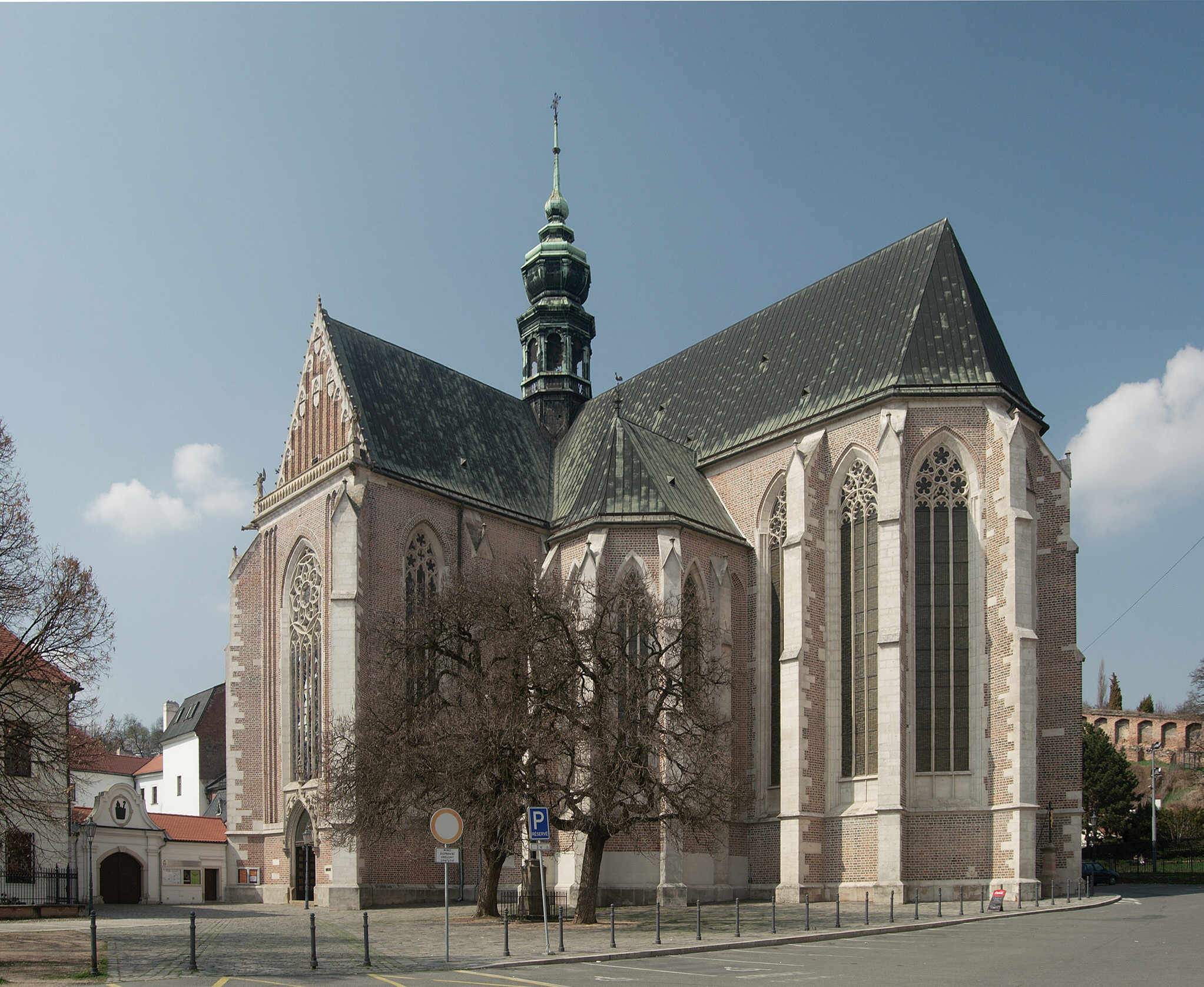
布爾諾巴西利卡聖母升天聖殿
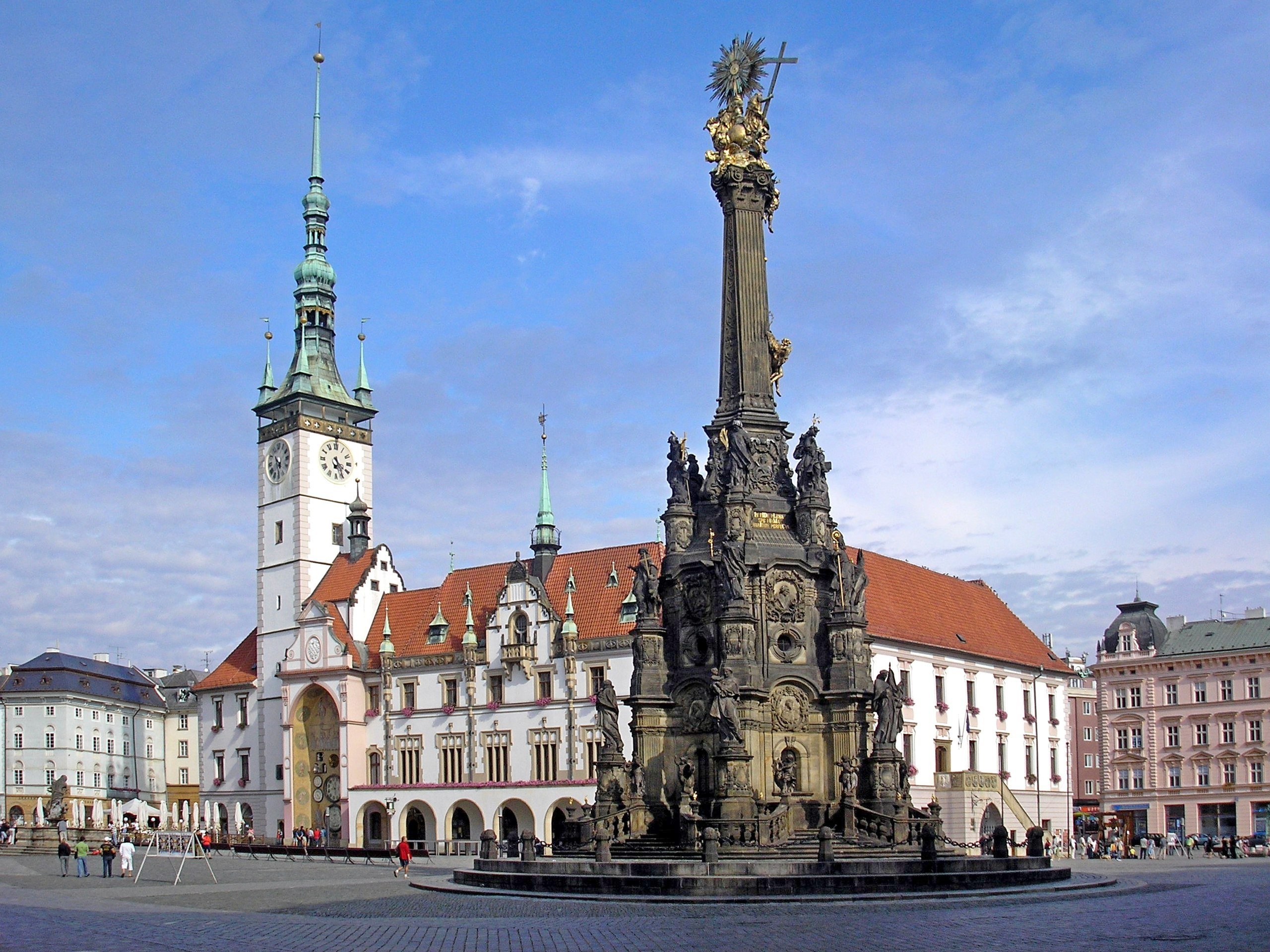
奥洛穆茨圣三柱
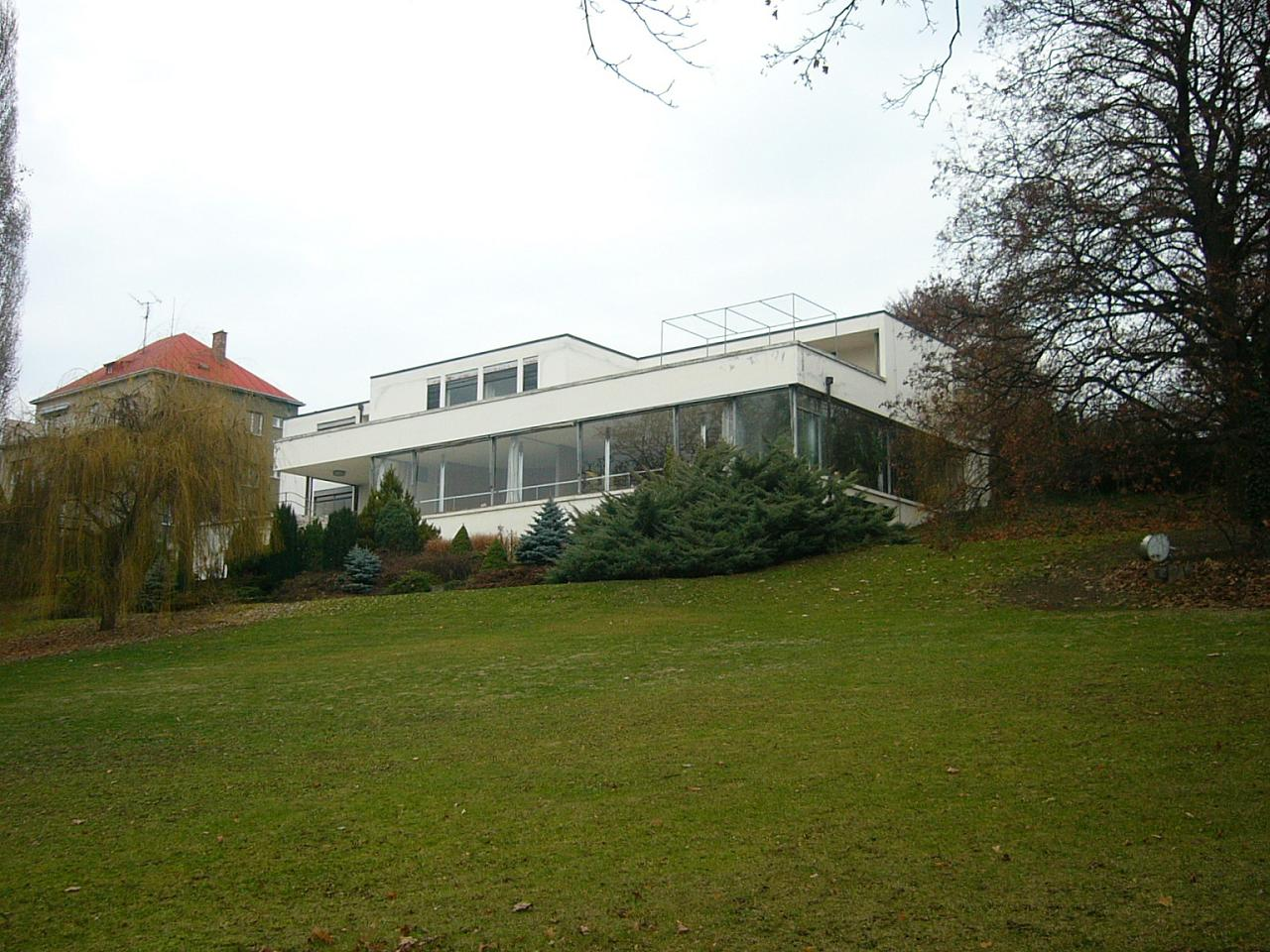
布爾諾圖根哈特別墅